# Zelotes murcidus
Zelotes murcidus este o specie de păianjeni din genul Zelotes, familia Gnaphosidae, descrisă de Simon, 1914.
Este endemică în Franța. Conform Catalogue of Life specia Zelotes murcidus nu are subspecii cunoscute.